# Iglesia de San Antonio de Padua (El Almendral)
La iglesia de San Antonio de Padua de El Almendral es un templo religioso de culto católico bajo la advocación de San Antonio de Padua, ubicado en la localidad de El Almendral, a 2 kilómetros de San Felipe, provincia de San Felipe de Aconcagua, Región de Valparaíso, Chile. Depende de la Diócesis de San Felipe de Aconcagua.
La iglesia fue re-pintada durante el 2019 cambiando sus colores celestes y amarillos a unos azulados y rosados oscuros. Uno de los miembros más influyentes en esta iglesia es Don Luis Daniel Riquelme, qué ha servido mucho tiempo en la iglesia.

## Historia
En 1860 el padre Antonio Gavilucci, misionero franciscano oriundo de Italia, fundó en la localidad de El Almendral un convento, un noviciado y una casa de estudios con el propósito de preparar a los franciscanos venidos desde Italia para desempeñar su labor misionera en el sur de Chile en donde se estaban evangelizando a los aborígenes del sector.
La construcción del convento se inicia en 1865 y la iglesia a fines de 1872 levantada en madera y adobe siendo inaugurado en 1876 con San Antonio de Padua como su santo patrono. Las obras del frontis y de la torre se iniciaron en 1878, dos años después de su inauguración y  en 1883 con la instalación de las campanas y el reloj, complementos importados especialmente desde Alemania, la torre, de 30 metros de altura, tiene armónicas proporciones. La torre y el frontis fueron diseñados por el arquitecto italiano Eduardo Provasoli, quien atendió las construcciones franciscanas en diversas regiones del país. Su interior está decorada en pálidos azules, rosados y amarillos que imitan piedra mármol además de una variada imaginaría religiosa de época colonial, con mobiliario y figuras vestidas de la época.
Ya entrado el siglo XX, los frailes cedieron el monasterio a un hogar de menores atendido por monjas. Años después cedieron el templo y el convento al Obispado de San Felipe, pasando a depender de éste, acto que quedó escriturado en el año 1981. El terremoto de 1985 ocasionó cuantiosos daños a la parroquia, ante lo cual el obispo de la época, Manuel Camilo Vial, creó una fundación para restaurarlo.
Las obras se ejecutaron entre 1990 y 2000, en dos etapas, y a finales del 2001 se reabrió a la comunidad. Los trabajos consistieron en reforzar las estructuras y pilares que se agrietaron y recuperar las pinturas interiores.
Luego, con el terremoto del 27 de febrero de 2010, quedó al descubierto que las tejas de la techumbre de la iglesia se habían desplazado y resquebrajado, las que nunca habían sido inspeccionadas ni mantenidas desde el año de su construcción. Por ello el Obispado postuló al Fondo de Patrimonio del CNCA.
El templo y el convento fueron declarados Monumento Histórico Nacional en 1972.